# Hold You Down (singel The Alchemist)
Hold You Down – pierwszy singel wydany przez Alchemista, pochodzący z jego albumu 1st Infantry. Gościnnie wystąpili raperzy Prodigy i Illa Ghee oraz duet Nina Sky. Piosenka zawiera sampel z „Love Theme from the Landlord” Ala Koopera. W 2005 roku singel zajął miejsce 95 na liście Billboard Hot 100 i miejsce 47 na liście Hot R&B/Hip-Hop Songs.